# Danh sách tập của 7 nụ cười xuân
7 Nụ cười Xuân là một chương trình truyền hình hài, giải trí thực tế Việt Nam do Đài Truyền hình Thành phố Hồ Chí Minh phối hợp với công ty Đông Tây Promotion thực hiện. 6 thành viên chính hiện tại là Trường Giang, Lâm Vỹ Dạ, Tiến Luật, Trương Thế Vinh, Ninh Dương Lan Ngọc và Thúy Ngân cùng với một hoặc nhiều khách mời thay đổi hàng tuần sẽ lập đội để tham gia vào các trò chơi vận động hoặc kiến thức để tích lũy điểm và tránh bị phạt ở cuối chương trình.
Số đầu tiên phát sóng vào ngày 21 tháng 1 năm 2018, đến nay đã phát sóng được 7 mùa với 142 số phát sóng. Tất cả các tập phát sóng đều được trình chiếu trên kênh HTV7, ngoài ra còn được đăng tải trên kênh YouTube chính thức của nhà sản xuất.
Trong một vài tập của mùa 7, Trường Giang kiêm vai trò người chơi.

## Khách mời

### Người chơi

#### Mùa 1
- Tập 1: Sam[3]
- Tập 2: Hồ Việt Trung
- Tập 3: Lê Giang[4]
- Tập 4: NSND Ngọc Giàu[5]
- Tập 5: Diễm My 9x
- Tập 6: Mai Tài Phến[6]
- Tập 7: Hùng Thuận
- Tập 8: Tiết Cương[7]
- Tập 9: Thiên Vương (nhóm nhạc MTV)[8]
- Tập 10: Huỳnh Lập[9]
- Tập 11: Thuận Nguyễn[10]
- Tập 12: Anh Đức[11]
- Tập 13: Miko Lan Trinh[12]
- Tập 14: Minh Tú[13]
- Tập 15: Cát Phượng
- Tập 16: Xuân Nghị
- Tập 17: Vân Trang
- Tập 18: Võ Hạ Trâm
- Tập 19: Diệu Nhi[14][15]
- Tập 20: La Quốc Hùng[14][16]

#### Mùa 2
- Tập 1: Lê Dương Bảo Lâm[17]
- Tập 2: Xuân Nghị (2) [18]
- Tập 3: Thuý Ngân
- Tập 4: Mạc Văn Khoa[19]
- Tập 5: Huỳnh Lập (2), Hữu Tín
- Tập 6: Puka[20]
- Tập 7: Mâu Thủy, Lê Dương Bảo Lâm (2)[21]
- Tập 8: BB Trần, Hải Triều[22]
- Tập 9: Mạc Văn Khoa(2), Vũ Hà[23]
- Tập 10: Minh Dự[24]
- Tập 11-12: Tổng hợp
- Tập 13: Lê Giang (2), Lê Lộc[25]
- Tập 14: Băng Di[26]
- Tập 15: Mạc Văn Khoa (3), Long Nhật[27]
- Tập 16: Anh Thư, Lâm Khánh Chi
- Tập 17-19: Tổng hợp

#### Mùa 3
- Tập 1: Jack, K-ICM[28]
- Tập 2: Hồ Quang Hiếu[29]
- Tập 3: Vinh Râu[30]
- Tập 4: ViruSs[31]
- Tập 5: Jun Phạm, Midu[32]
- Tập 6: Thu Thủy, NSƯT Kim Tử Long[33]
- Tập 7: Anh Đức (2), Nam Thư[34]
- Tập 8: Gin Tuấn Kiệt, Liên Bỉnh Phát[35]
- Tập 9: Anh Đức (3), Khả Như
- Tập 10: Tập đặc biệt mừng Tết Canh Tý 2020.
- Tập 11: Cris Phan
- Tập 12: Kỳ Duyên, Minh Triệu[36]
- Tập 13: Gil Lê
- Tập 14: Quỳnh Lương, Denis Đặng, Nguyễn Trần Trung Quân[37]
- Tập 15: BB Trần (2)
- Tập 16: Hứa Minh Đạt[38]
- Tập 17:S.T Sơn Thạch, Lê Dương Bảo Lâm (3)[39]
- Tập 18: Puka (2)[40]
- Tập 19: Vũ Cát Tường, Lê Dương Bảo Lâm (4)[41]
- Tập 20-23: Tổng hợp

#### Mùa 4
- Tập 1: Đỗ Khánh Vân và Hậu Hoàng[42]
- Tập 2:S.T Sơn Thạch (2)[43]
- Tập 3: Lý Nhã Kỳ[44]
- Tập 4: Liên Bỉnh Phát (2)[45]
- Tập 5: Khắc Việt[46]
- Tập 6: Ngân Khánh[47]
- Tập 7: Minh Hằng[48]
- Tập 8: Kỳ Duyên (2), Minh Triệu (2), Lê Dương Bảo Lâm (5)[49]
- Tập 9: Cris Phan (2), MLEE[50]
- Tập 10: Minh Tú (2)[51]
- Tập 11: Đạt G[52]
- Tập 12: Ưng Hoàng Phúc[53]
- Tập 13: Lê Dương Bảo Lâm (6)[54]
- Tập 14: Nguyễn Trần Khánh Vân[55]
- Tập 15: Tập đặc biệt mừng Tết Tân Sửu 2021.
- Tập 16: Ricky Star và Yuno Bigboi[56]
- Tập 17: Hoàng Phi[57]
- Tập 18: Hữu Tín (2)[58]
- Tập 19: Thủy Tiên[59]
- Tập 20: Huy Khánh[60]
- Tập 21: Gin Tuấn Kiệt (2) và Puka (3)[61]
- Tập 22-24: Tổng hợp

#### Mùa 5
- Tập 1: Nguyễn Trần Khánh Vân (2)[62]
- Tập 2: Trần Tiểu Vy[63]
- Tập 3: Vũ Quốc Khánh[64]
- Tập 4: Song Luân[65]
- Tập 5: Phương Lan và Mạc Văn Khoa (4)[66]
- Tập 6: Hồng Thanh và Mie[67]
- Tập 7: Juky San và Lê Dương Bảo Lâm (7)
- Tập 8: Gil Lê (2)[68]
- Tập 9: Võ Tấn Phát, Ngọc Hoa, Hữu Đằng[69]
- Tập 10: Lâm Vinh Hải, Nguyễn Bạch Tú Hảo[70]
- Tập 11: Tập đặc biệt mừng Tết Nhâm Dần 2022.
- Tập 12: Khả Như (2) và Hồ Việt Trung (2) [71]
- Tập 13: Cris Phan (3)
- Tập 14: Võ Hoàng Yến
- Tập 15:S.T Sơn Thạch (3) và Lý Nhã Kỳ (2)[72]
- Tập 16: Mai Phương Thúy[73]
- Tập 17-19: Tổng hợp

#### Mùa 6
- Tập 1: Thuận Nguyễn (2)         [7NCX6]
- Tập 2: Vũ Quốc Khánh (2) và Diễm My 9x (2)
- Tập 3: Only C, Hà Thu
- Tập 4: Song Luân (2)
- Tập 5: Hà Nhi
- Tập 6: Anh Tú The Voice, LyLy
- Tập 7: Hồng Thanh (2) và Mie (2)
- Tập 8: Lê Khánh
- Tập 9: Duy Khánh Zhou Zhou
- Tập 10: Vũ Quốc Khánh (3)
- Tập 11: Tập đặc biệt mừng Tết Quý Mão 2023.
- Tập 12: Xuân Nghị (3)
- Tập 13: Puka (4) và Gin Tuấn Kiệt (3)
- Tập 14: Trần Tiểu Vy (2)
- Tập 15: Võ Tấn Phát (2)
- Tập 16: Jun Phạm (2)
- Tập 17-19: Tổng hợp

#### Mùa 7
- Tập 1 + 2: HIEUTHUHAI, Lê Dương Bảo Lâm (8), Ngô Kiến Huy (Dàn cast 2 ngày 1 đêm)[74] (Trường Giang tham gia với vai trò MC và người chơi chung đội với 3 dàn cast 2 ngày 1 đêm)
- Tập 3: Minh Dự (2)[75]
- Tập 4: Võ Tấn Phát (3) và Quang Tuấn[76]
- Tập 5: Puka (5), Gin Tuấn Kiệt (4), Steven Nguyễn[77]
- Tập 6: Ngọc Phước
- Tập 7: Phương Mỹ Chi[78]
- Tập 8: Khả Như (3) và Trần Ngọc Vàng
- Tập 9: Huy Khánh (2) và Quang Hùng MasterD
- Tập 10: Huỳnh Lập (3)
- Tập 11: Song Luân (3)
- Tập 12: BigDaddy và Yuno Bigboi (2)
- Tập 13: Võ Tấn Phát (4) và Nguyễn Trần Khánh Vân (3)
- Tập 14: Võ Tấn Phát (5) và Cris Phan (4)
- Tập 15: Anh Tú The Voice (2), Hà Nhi (2), Dương Hoàng Yến
- Tập 16-18: Tổng hợp

### Ca sĩ
Chữ in đậm là ca sĩ khách mời
- Mùa 4 (Tập 15): Như hoa mùa xuân (Châu Đăng Khoa) - Lâm Vỹ Dạ
- Mùa 5 (Tập 11): Ngày xuân long phụng sum vầy (Quang Huy) - S.T Sơn Thạch'
- Mùa 5 (Tập 17): Lời đường mật (LyLy & HIEUTHUHAI) - LyLy
- Mùa 5 (Tập 18): Em nghĩ sao về (Phạm Đình Thái Ngân) - Phạm Đình Thái Ngân
- Mùa 5 (Tập 19): Phiếu bé ngoan (Nhạc: Thịnh Kainz-Kata Trần & Lời: Kata Trần-Huy Trần Jack) - S.T Sơn Thạch'
- Mùa 7 (Tập 1): 
  - Hoa cỏ mùa xuân (Bảo Châu) - Võ Hạ Trâm
  - Về quê thôi (Hồ Phi Nal) - Hồ Phi Nal
  - Anh không có gì đặc biệt ngoài đặc sản (Masew, Double2T, Orange) - Double2T
- Mùa 7 (Tập 2): Nhạc khúc tình xuân (Hoài An) - Võ Hạ Trâm
- Mùa 7 (Tập 5): Rồi tới luôn (Hồ Phi Nal) - Hồ Phi Nal

## Phần Kịch

### Mùa 1: Chuyện nhà Bảy Nụ
| Nhân vật chính | Nhân vật chính | Nghệ sĩ          | Nhân vật                         | Ghi chú                                                                     |
| -------------- | --- | ---------------- | -------------------------------- | --------------------------------------------------------------------------- |
| Nhân vật chính | Nhân vật chính | Trường Giang     | Ông Bảy                          | Chủ nhà                                                                     |
| Nhân vật chính | Nhân vật chính | Hari Won         | Hari                             | Vợ kế ông Bảy                                                               |
| Nhân vật chính | Nhân vật chính | Lâm Vĩ Dạ        | Búp                              | Con gái ông Bảy                                                             |
| Nhân vật chính | Nhân vật chính | Tiến Luật        | Mạnh Đọt                         | Con rể ông Bảy                                                              |
| Nhân vật chính | Nhân vật chính | Trương Thế Vinh  | Mạnh Bông                        | Cháu ngoại ông Bảy (con trai ông Mạnh bà Búp); Người tình trong mộng của Út |
| Nhân vật chính | Nhân vật chính | Nam Em           | Út                               | Hàng xóm                                                                    |
| Tập            | Nội dung | Nghệ sĩ          | Nhân vật xuất hiện trong vở kịch | Nhân vật xuất hiện trong vở kịch                                            |
| Tập 1          | Hari sang nhà Búp để phụ giúp công việc đám cưới của Bông. Chuẩn bị mọi thứ xong xuôi thì Bông bị hủy hôn. Vì tiếc công sức và tiền bạc tổ chức đám cưới, ông Bảy quyết định tổ chức đám cưới cho bản thân mình. Ông thông báo với các con về người vợ mới của mình chính là Hari. Cuộc hôn nhân bị vợ chồng Búp phản đối kịch liệt về sự chênh lệch tuổi tác quá lớn. Sau vài câu nói, tất cả mọi người đã đồng ý với cuộc hôn nhân của ông Bảy ngoại trừ Búp. Tuy vậy, đám cưới vẫn được tổ chức. | Nhân vật chủ nhà | Nhân vật chủ nhà                 | Nhân vật chủ nhà                                                            |
| Tập 2          | Từ sau đám cưới, Hari lần đầu vào bếp làm bữa sáng cho cả gia đình. Dù nấu rất dở nhưng cánh đàn ông trong gia đình vẫn động viên Hari. Ông Bảy vì thấy tình hình gay go nên đã yêu cầu ông Đọt quay về nấu ăn như cũ. Nhưng vì lời khen buổi sáng, Hari nghĩ rằng đồ ăn mình nấu rất ngon nên đã nói với mọi người sẽ nấu ăn sáng trưa chiều tối cho cả nhà | Nhân vật chủ nhà | Nhân vật chủ nhà                 | Nhân vật chủ nhà                                                            |
| Tập 3          | Giỗ vợ đầu của ông Bảy, Búp yêu cầu mẹ trẻ phải nấu cỗ tử tế cho mẹ ruột mình. Bà Nụ ngày hôm đó hiện về chỉ dạy cho Hari cách nấu nướng, chăm sóc gia đình. Cả nhà hôm đó nghĩ rằng Hari bị ảo giác, nhưng sau khi ăn đồ củ Hari nấu (do bà Nụ chỉ), cả gia đình lạnh sống lưng khi hương vị món ăn giống hệt vợ cũ ông Bảy nấu. Cuối cùng, nhờ chuyện đó mà Búp đã dần mở lòng với Hari. | Lê Giang         | bà Nụ                            | Vợ đầu ông Bảy (đã mất - xuất hiện là một linh hồn hiện về)                 |
| Tập 4          | Bố con ông Đọt ngay buổi sáng đã nhận ''cú sốc'' về việc bà Hai về nước. Bà Hai đã rất thất vọng về nếp sống của gia đình ông Bảy khi cha con ông Đọt ăn ở bừa bãi, vợ kế ông Bảy không biết nấu ăn. Sau khi nghe tin bà Hai ở nhà mình 1 tháng, cha con ông Đọt tìm mọi cách để bà Hai tức giận đi về. Bà Hai nghe được ''âm mưu'' đó đã giả vờ diễn kịch. Sau cùng, bà Hai thông báo rằng mình có bạn trai.                                                                                       | NSND Ngọc Giàu   | bà Hai                           | Chị ông Bảy                                                                 |
| Tập 5          | Sau một lần đi khám, ông Bảy tưởng rằng mình chỉ còn 1 tháng sống. Ông bảo vợ gọi con cháu về nhà để nói về nguyện vọng cuối đời. Nguyện vọng thứ nhất của ông là cho Hari một đứa con nhưng bất thành. Nguyện vọng còn lại là mong Bông cưới vợ. Một cuộc ''bình chọn'' dâu đã diễn ra gồm 2 ứng cử viên là Út và My. Sau cùng, Bông nói rằng mình không thích ai. | Diễm My 9x       | My                               | Hàng xóm                                                                    |
| Tập 6          | Vợ chồng ông Bảy đi du lịch riêng nhân dịp Valentine (Hari lỡ nói cho Bông và Bông nói cho bố mẹ mình nên chuyến du lịch đó trở thành chuyến du lịch gia đình). Lúc ông Bảy đi lấy rượu thì Hari gặp lại nyc. Ông Bảy ghen lồng lộn vì bị nyc của Hari chọc tức. Cuối cùng, mọi chuyện được hòa giải vì David đã có vợ. | Mai Tài Phến     | David Phến                       | Người yêu cũ Hari; Bạn của bạn ông Đọt                                      |
| Tập 7          | Ông Bảy đi chúc Tết, Hari tưởng bố ruột ở sân bay TSN nên ra đón. Bố của Hari từ Hàn Quốc đến nhà Hari chơi thì gặp bố con ông Đọt đang ngồi nhậu. Ông Bảy về nhà thì tưởng nhầm là anh Hai của Hari, sau cùng ông Bảy sợ hãi vì biết sự thật. Trước đây ông không đồng ý cho Hari lấy chồng già nhưng sau cùng, ông đã đồng ý. | Hùng Thuận       | Ba Hari                          | Ông cố của Bông; ông ngoại kế của vợ chồng Đọt; bố vợ của ông Bảy           |
| Tập 8          | Vì nhậu nhẹt quá nhiều nên ông Bảy bắt ông Đọt phải giảm mỡ. Sử dụng nhiều phương pháp giảm cân không thành, ông Đọt quyết định lấy 10tr bà Búp để dành để mua thuốc bí truyền của ông Tám Nổ. Cái kết, ông Đọt phải đi bệnh viện vì đau bụng. | Tiết Cương       | Tám Nổ                           | Hàng xóm                                                                    |
| Tập 9          | Ông Đọt phân tích qua những dấu hiệu của Hari và cho rằng mẹ trẻ có bầu. Lát sau, Búp cũng nôn ọe, cả nhà vui mừng vì sắp có 2 thành viên mới. Lát sau, Bông mua thuốc đau bụng về, cả nhà mới tá hỏa vì Búp và Hari không có bầu mà họ đau bụng vì ăn mắm hỏng. | Nhân vật chủ nhà | Nhân vật chủ nhà                 | Nhân vật chủ nhà                                                            |
| Tập 10         | Gia đình ông Bảy thuê đạo diễn để diễn 1 vở kịch làm bài thi trên phường. Cuối cùng vì mâu thuẫn với đạo diễn mà vở kịch bị hủy. Bà Búp buộc phải đóng tiếp vở kịch hoặc bị đền 200% hợp đồng. | Huỳnh Lập        | Đạo diễn                         | Chỉ đạo vai diễn cho gia đình ông Bảy                                       |
| Tập 11         | Bông muốn mua xe mới nên đã xin bà Búp tiền. Bà Búp xin Hari tiền thì bị Hari yêu cầu Búp khuyên Bông phải tự lập, đi làm kiếm tiền. Cháu của Hari đến chơi và Bông bị cả nhà so sánh. Bông khó chịu vì thua cháu của Hari về mọi mặt. Kết quả, mẹ con Búp bị ông Bảy dạy dỗ lại. | Thuận Nguyễn     | Cháu Hari                        | Hướng dẫn viên du lịch cho người Việt ở Hàn Quốc                            |
| Tập 12         | Tèo về nước thăm ông Bảy và Búp. Vì là nyc của Búp nên Đọt đã tỏ ra không thích Tèo ra mặt. Đọt đã dùng đủ mọi cách để xua đuổi Búp ra khỏi nhà. Tuy nhiên sau khi nhận được món quà và bức thư của Tèo, Đọt đã chủ động làm hòa và mời Tèo ở lại nhà ít hôm. | Anh Đức          | Tèo (Denny)                      | Người yêu cũ Búp, hàng xóm cũ nhà ông Bảy                                   |
| Tập 13         | Bông bán ve chai lỡ vứt đi đôi giày để ông Đọt giấu quỹ đen và chiếc ghế cũ ông Bảy giấu quỹ. Để tìm lại chiếc ghế, ông Bảy cho phép Bống cưới Bông và mua lại chiếc ghế với giá 2tr. Nhưng kết quả có tìm lại được chiếc ghế với đôi giày hay không thì không ai biết. | Miko Lan Trinh   | Bống                             | Mua ve chai; thích Bông chớp nhoáng                                         |
| Tập 14         | Ông Đọt đi nhậu về và bị vợ phát hiện làm mất nhẫn cưới. Sau khi cả nhà xử lí Đọt thì phát hiện ra ông Bảy cũng làm mất nhẫn với lí do y hệt Đọt. Bà Búp bắt ông Đọt phải tìm bằng được nhẫn | Nhân vật chủ nhà | Nhân vật chủ nhà                 | Nhân vật chủ nhà                                                            |
| Tập 15         | Hari tìm được album ảnh cũ ông Bảy thân mật với nhiều mọi người (ông Bảy nói rằng từ sau khi bà Nụ mất chưa từng hẹn hò với ai). Tuy nhiên khi Hari lấy cho mọi người xem quyển album, hóa ra đó là ảnh của người em song sinh của ông Bảy. Nhưng sau đó, Út mang những bức ảnh ông Bảy gần gũi với người phụ nữ khác trong quá khứ. | Nhân vật chủ nhà | Nhân vật chủ nhà                 | Nhân vật chủ nhà                                                            |
| Tập 16         | Vì thấy gia đình hay cãi vã, bà Búp cho rằng cả nhà bị ''mất phong thủy'' nên đã nhờ thầy phong thủy đổi vận cho cả nhà. Ông thầy bắt Búp đổi vị trí của đồ vật trong nhà khiến mọi thứ rối tung. Ông Bảy về nhà, thấy đồ bị đảo lộn, yêu cầu Búp gọi thầy đến nhà. Sau cùng, tất cả mọi người phát hiện đó là ông thầy giả mạo, người bạn cùng lớp cũ của Bông. | Xuân Nghị        | Thầy phong thủy                  | Thầy phong thủy lừa đảo, bạn học cũ của Mạnh Bông                           |
| Tập 17         | Ông Bảy cảm thấy gia đình quá ồn ào nên đã đặt ra nhiều điều luật, ai vi phạm sẽ phải nộp phạt. Kể cả khách vào nhà cũng phải văn minh lịch sự, nếu không cũng phạt. | Nhân vật chủ nhà | Nhân vật chủ nhà                 | Nhân vật chủ nhà                                                            |
| Tập 18         | Mọi người trong nhà tưởng Đọt thay đổi giới tính, yêu cầu Đọt khai nhận mọi thứ để có hướng giải quyết. Hóa ra, Đọt bán váy để kiếm tiền cho nyc chữa chữa bệnh cho con. | Võ Hạ Trâm       | Người yêu cũ Mạnh Đọt            |                                                                             |
| Tập 19         | Trên người ông Đọt có mùi thơm lạ khiến mọi người nghĩ rằng ông ngoại tình. Ông Đọt giải thích rằng mùi dính trên người mình do tác động bên ngoài. Mọi người tạm bỏ qua cho ông Đọt. Út sáng sớm vào nhà ông Bảy để trả lại cho ông Đọt cmnd. Hóa ra, mọi chuyện là do ông Đọt muốn tự mình làm ăn nên đã xin tiền bố vợ để đầu tư kinh doanh. | Nhân vật chủ nhà | Nhân vật chủ nhà                 | Nhân vật chủ nhà                                                            |
| Tập 20         | Ông Đọt chuẩn bị xong xuôi cho tiệc mừng kỉ niệm ngày cưới. Hari vào nhà thấy ông Bảy tưởng rằng ông Bảy chuẩn bị sinh nhật cho mình (Vì có canh rong biển). Ông Bảy nhớ nhầm tháng sinh nhật của vợ nên nhờ con rể ''chữa cháy''. Tuy nhiên vẫn bị lộ vì ông Bảy ''vơ'' cả bánh sinh nhật để tặng cho Hari. Mặc dù vậy, Út đã kịp mang quà ông Bảy đặt từ tháng trước cho Hari. | Nhân vật chủ nhà | Nhân vật chủ nhà                 | Nhân vật chủ nhà                                                            |

### Mùa 2: Chuyện nhà Bảy Nụ
| Nhân vật chính | Xuyên suốt | Nghệ sĩ               | Nhân vật              | Ghi chú                                                        |
| -------------- | --- | --------------------- | --------------------- | -------------------------------------------------------------- |
| Nhân vật chính | Xuyên suốt | Trường Giang          | Ông Bảy               | Chủ nhà                                                        |
| Nhân vật chính | Xuyên suốt | Lâm Vỹ Dạ             | cô Nụ                 | Em gái ông Bảy                                                 |
| Nhân vật chính | Xuyên suốt | Ninh Dương Lan Ngọc   | bé Xinh               | Con gái ông Bảy                                                |
| Nhân vật chính | Xuyên suốt | Tiến Luật             | Tèo                   | Khách thuê trọ nhà ông Bảy                                     |
| Nhân vật chính | Xuyên suốt | Trương Thế Vinh       | Tí                    | Khách thuê trọ nhà ông Bảy, PT Gym                             |
| Nhân vật chính | 1;2;4; | Hari Won              | Heo                   | Osin nhà ông Bảy; họ hàng xa của ông Bảy; con ông Chín         |
| Tập            | Nội dung | Nghệ sĩ               | Nhân vật              | Ghi chú                                                        |
| Tập 1          | Bà Nụ trở về nhà để bàn với ông Bảy về việc bán nhà để lấy tièn với lí do chữa bệnh. Sau cùng bà Nụ bị phát hiện là 1 người ăn chơi ở nước ngoài. | Lê Dương Bảo Lâm      | Tèo tum tủm           | Cò đất                                                         |
| Tập 2          | Bà Nụ bị bạn dụ dỗ pttm để đổi vận. Nhân lúc ông Bảy đi về quê, bà Nụ đã dụ mọi người đưa tiền để bà đi pttm. Ngoài làm cho bản thân, bà Nụ còn dụ dỗ bé Xinh tiêm môi. Cuối cùng người môi giới vì thẩm mĩ viện bị công an điều | Xuân Nghị             | Nghị                  | bạn Nụ; người môi giới                                         |
| Tập 3          | Em gái đến nhà trọ của Tí để thăm anh trai lâu ngày không gặp. Vì cái tên nên Gái đã bị mọi người hiểu lầm. Tèo thấy Gái quen quen trên báo, hóa ra Gái là diễn viên nổi tiếng có nghệ danh là Thúy Ngân. | Thuý Ngân             | Gái                   | Em gái Tí                                                      |
| Tập 4          | Tỉn và Tèo giúp Tí cưa đổ Heo nhưng bất thành. Ông Bảy bóp lưng giúp Heo khiến mọi người hiểu nhầm. Về sau, Tí tỏ tình Heo nhưng không thành công. | Mạc Văn Khoa          | Tỉn                   | em trai Tèo                                                    |
| Tập 5          | Ông Bảy có 1 người cháu họ lên ở cùng. Vì thái độ sống hống hách, Lập đã bị ông Bảy đuổi về nhà. Ông Bảy nhận được tin ông Chín - bố của Lập bị bắt vì lô đề cờ bạc, Lập phải về nhà để giải quyết việc của bố. | Huỳnh Lập             | Lập                   | cháu ông Bảy                                                   |
| Tập 6          | Bé Xinh học thói đàn đúm đua đòi xin tiền ông Bảy đi chơi. Ông Bảy chỉ đồng ý cho ít tiền nhưng vì không đồng ý nên Xinh đã hậm hực rời đi. Người con nuôi của ông Bảy trở về nước thăm ông, vì tài giỏi nên bé Xinh đã cảm thấy ghen tị với chị của mình. Cuối cùng bé Xinh biết lỗi và xin lỗi ông Bảy.                                                  | Puka                  | Lynda                 | con gái nuôi của ông Bảy                                       |
| Tạp 7          | Cả nhà hiểu lầm việc bà Nụ có bầu (với Tèo) khi thấy bà Nụ nôn ói, mua váy, sách bầu. Ông Bảy đánh đòn ông Tèo vì ăn cơm trước kẻng với em gái ông. Hóa ra, bà Nụ nôn ói là do đau bao tử, mua váy và sách bầu cho bạn. | Nhân vật chủ nhà      | Nhân vật chủ nhà      | Nhân vật chủ nhà                                               |
| Tập 8          | Tèo bị thiếu nợ người ta nên bị đàn em chủ nợ đến nhà trọ của Tèo đòi nợ. Vì để chữa bệnh cho mẹ nên Tèo đã vay nặng lãi. Lãi mẹ đẻ lãi con nên Tèo không có khả năng trả. Sau đó mới biết, ông Bảy là ân nhân của người đàn em đó. Về sau người đàn em đó trả nợ cho Tèo và hoàn lương.                                                                   | BB Trần               | Giang hồ              | Đàn em chủ nợ của Tèo; con bà Thu, người cùng làng của ông Bảy |
| Tập 9          | 2 người quen của Tí và Tèo đều qua đời (triệu chứng ho nhẹ). Cả 2 nhắc nhở ông Bảy phải đi khám khi họ nhẹ. Lúc nói chuyện với bà Nụ, ông Bảy lúc ho đã với lấy cái khăn để lau miệng thì thấy trong khăn có máu. Cả nhà tưởng ông Bảy cũng có bệnh giống người quen của Tí Tèo. Thì ra do cái khăn dính tương cà (Ông Tèo làm đổ tương cà vào buổi sáng). | Nhân vật chủ nhà      | Nhân vật chủ nhà      | Nhân vật chủ nhà                                               |
| Tập 10         | | Minh Dự               | Thầy pháp             | Tài xế xe ôm                                                   |
| Tập 11         | | Nhân vật chủ nhà      | Nhân vật chủ nhà      | Nhân vật chủ nhà                                               |
| Tập 12         | | Nhân vật chủ nhà      | Nhân vật chủ nhà      | Nhân vật chủ nhà                                               |
| Tập 13         | | Lê Giang              | bạn trên mạng của Tèo |                                                                |
| Tập 13         | Lê Lộc | bạn trên mạng ông Bảy |                       |                                                                |
| Tập 14         | | Nhân vật chủ nhà      | Nhân vật chủ nhà      | Nhân vật chủ nhà                                               |
| Tập 15         | | Long Nhật             | ông Chín              | bố của Tí                                                      |
| Tập 16         | | Anh Thư               | Vợ cũ ông Bảy         | mẹ của bé Xinh quay về gặp con                                 |

### Mùa 3: Gia đình Bảy Nụ
| Nhân vật chính | Nhân vật chính | Nghệ sĩ             | Nhân vật     | Ghi chú                                |
| -------------- | --- | ------------------- | ------------ | -------------------------------------- |
| Nhân vật chính | Nhân vật chính | Trường Giang        | ông Bảy      | Chủ nhà                                |
| Nhân vật chính | Nhân vật chính | Lâm Vỹ Dạ           | Ngọc         | Con gái cả của ông Bảy                 |
| Nhân vật chính | Nhân vật chính | Tiến Luật           | Luật         | Chồng Ngọc                             |
| Nhân vật chính | Nhân vật chính | Thuý Ngân           | Ngà          | Con gái thứ hai của ông Bảy            |
| Nhân vật chính | Nhân vật chính | Trương Thế Vinh     | Châu         | Con trai ông Bảy                       |
| Nhân vật chính | Nhân vật chính | Ninh Dương Lan Ngọc | Báu          | Con gái út ông Bảy, song sinh với Châu |
| Tập            | Nội dung | Nghệ sĩ             | Nhân vật     | Ghi chú                                |
| Tập 1          | |                     |              |                                        |
| Tập 2          | |                     |              |                                        |
| Tập 3          | Ngà bị chồng cũ hành mỗi khi được fan tặng quà nhưng lại bị mách ngược. Cả gia đình Bảy nụ đuổi thẳng cổ chồng cũ của Ngà.                                                  | Vinh Râu            | Chồng cũ Ngà |                                        |
| Tập 4          | | ViruSs              | Hàng xóm     |                                        |
| Tập 5          | |                     |              |                                        |
| Tập 6          | | Thu Thủy            | Thủy         | Hàng xóm dưới quê                      |
| Tập 6          | | Kim Tử Long         | Long         | Hàng xóm dưới quê                      |
| Tập 7          | | Anh Đức             | Đức          | bạn Châu                               |
| Tập 7          | | Nam Thư             | Thắm         | ban gái Châu                           |
| Tập 8          | | Gin Tuấn Kiệt       | Gin          | bạn trai Ngà                           |
| Tập 8          | | Liên Bỉnh Phát      | bố Gin       |                                        |
| Tập 9          | |                     |              |                                        |
| Tập 10         | |                     |              |                                        |
| Tập 11         | | Cris Phan           | Cris         | người mất chó                          |
| Tập 12         | | Kỳ Duyên            | Duyên        | cháu ông Bảy                           |
| Tập 13         | | Gil Lê              | Giang hồ     |                                        |
| Tập 14         | |                     |              |                                        |
| Tập 15         | |                     |              |                                        |
| Tập 16         | | Hứa Minh Đạt        | Đạt          | người yêu cũ Ngọc                      |
| Tập 17         | | S.T Sơn Thạch'      | ST           | người yêu Báu                          |
| Tập 17         | | Lê Dương Bảo Lâm    | bố ST        |                                        |
| Tập 18         | Ngà bị hiểu lầm là có tình ý với bà Thơ. Lúc bà Thơ đến nhà 5 anh chị em đều diễn kịch để lừa bà Thơ. Hóa ra bà Thơ là bạn cũ của ông Bảy và đến tìm Ngà để hợp tác làm ăn. | Puka                | Thơ          | bạn cũ ông Bảy                         |

### Mùa 4: Khu phố Bảy Nụ
| Nhân vật chính | Nhân vật chính | Nghệ sĩ             | Nhân vật                   | Ghi chú                                                            |
| -------------- | --- | ------------------- | -------------------------- | ------------------------------------------------------------------ |
| Nhân vật chính | Nhân vật chính | Trường Giang        | ông Bảy (Bế Văn Bảy)       | Chủ quán Cafe Bảy Nụ                                               |
| Nhân vật chính | Nhân vật chính | Thuý Ngân           | Ngân                       | Con gái nuôi của ông Bảy                                           |
| Nhân vật chính | Nhân vật chính | Tiến Luật           | ông Hồng (Hùng / Cẩm Hồng) | Chủ salon Nụ Hồng                                                  |
| Nhân vật chính | Nhân vật chính | Ninh Dương Lan Ngọc | Lè                         | Con gái ông Hồng                                                   |
| Nhân vật chính | Nhân vật chính | Lâm Vỹ Dạ           | bà Lài                     | Chủ tiệm tạp hoá Nụ Lài                                            |
| Nhân vật chính | Nhân vật chính | Trương Thế Vinh     | ông Vinh (Đỗ Văn Vinh)     | Vũ sư, chồng bà Lài                                                |
| Tập            | Nội dung | Nghệ sĩ             | Nhân vật                   | Ghi chú                                                            |
| Tập 1          | Ngân là con nuôi ông Bảy nhưng lại bị hàng xóm hiểu lầm | Nhân vật chủ nhà    | Nhân vật chủ nhà           | Nhân vật chủ nhà                                                   |
| Tập 2          | Ông Hồng bị Cò đất dụ bán đất. Nếu bán 3 căn (nhà ông Hồng, ông Vinh và ông Bảy) thì sẽ trả với giá 36 tỉ /1 căn. Ông Hồng đã dụ tất cả mọi người bán nhưng ai cũng có lí do để không bán.                                                                         | S.T Sơn Thạch'      | Cò đất                     | Mua nhà xóm 7 nụ 36 tỷ 1 căn (nếu bán 3 căn)                       |
| Tập 3          | Khi Lè hỏi mẹ của mình ở đâu thì ông Hồng luôn né tránh câu hỏi. Một ngày nọ, mẹ của Lè quay về tìm con, tạt qua quán cafe nhà ông Bảy thì biết được Lè là con ruột. Cũng từ đây khán giả 7 nụ biết tên thật của nhân vật ông Hồng.                                | Lý Nhã Kỳ           | Hồng                       | vợ cũ ông Hồng (vì ông Hùng nhớ vợ cũ nên đổi tên thành Hồng) - P1 |
| Tập 4          | Sinh nhật thứ 18 của Lè được tổ chức, nhân dịp đó Lè quyết định giới thiệu cho xóm 7 Nụ người bạn trai đã hẹn hò với cô được 1 năm. Sau khi đi công việc xong, Ngân quay về                                                                                        | Liên Bỉnh Phát      | Phát                       | bắt cá hai tay Ngân và Lè                                          |
| Tập 5          | Bạn của vợ chồng Vinh Lài từ châu Âu về nước, hát hò to tiếng khiến ông Hồng khó chịu. ông Hồng và vợ chồng Lài Vinh đã cãi nhau. Để trả thù ông Hồng, ông Vinh bà Lài đã làm cho điện hư để ông Việt bị giật khi vào làm tóc. Sau đó ông Bảy đã giảng hòa.        | Khắc Việt           | Việt                       | bạn gia đình Vinh Lài                                              |
| Tập 6          | Xóm 7 nụ xuất hiện 1 em bé bị bỏ rơi. Vì thèm khát tiếng cười trẻ con nên ông Vinh đã nhận nuôi đứa bé. Sau đó trên phường, mẹ của đứa bé đã xuất hiện và mong muốn nhận lại con. Ông Vinh dù tiếc nuối nhưng buộc phải trả đứa bé                                 | Nhân vật chủ nhà    | Nhân vật chủ nhà           | Nhân vật chủ nhà                                                   |
| Tập 7          | Bé Heo là cháu ông Bảy lên thành phố để học và phụ giúp ông Bảy. Ông Hồng và ông Vinh đã bị cảm nắng nhan sắc của Heo.Trong một lần, bé Heo bị bà Lài cho rằng mình ăn cắp sợi dây chuyền của bà. Hóa ra ông Vinh nhờ bé Heo lấy sợi dây chuyền để ông đem đi sửa  | Minh Hằng           | bé Heo                     | cháu ruột ông Bảy (bé Heo là con gái bà Chín - chị ruột ông Bảy)   |
| Tập 8          | Vợ chồng Vinh Lài bán thêm mực kiếm sống. Cả xóm 7 nụ ăn xong đều bị đau bụng. Lúc đầu tưởng do cà phê nhà ông Bảy nhưng hóa ra do mực của bà Lài là thực phẩm kém chất lượng. Bà Lài phải đến tiền cho khách và cho họ đi kiểm tra sức khỏe.                      | Nhân vật chủ nhà    | Nhân vật chủ nhà           | Nhân vật chủ nhà                                                   |
| Tập 9          | Ông Vinh bị xe đâm và có người đưa về giúp. Hóa ra đó là fan cuồng của nụ Lè, bày ra cảnh đâm ông Vinh và mong muốn ở lại khu phố 7 nụ để theo dõi nụ Lè. | Cris Phan           | fan hâm mộ nụ Lè           |                                                                    |
| Tập 10         | Tú có bầu nhưng ông Hồng ông Vinh và ông Bảy bị hiểu lầm là bố đứa trẻ. Hóa ra Tú cần trả tiền cứ không cần chịu trách nhiệm. | Minh Tú             | Tú                         | chủ quán nhậu                                                      |
| Tập 11         | Ông Hồng khó chịu vì Lè mê rap. Mâu thuẫn nảy lửa nên Lè về nhà bà nội ở. | Đạt G               | Đạt                        | bạn của Lè                                                         |
| Tập 12         | Em của ông Hồng từ Mỹ trở về để tìm người cũ để giúp đỡ. Người Phúc cần tìm tên Tửng, hóa ra đó là tên cũ của bà Lài. Ông Phúc muốn chữa hiếm muôn cho vợ chồng Vinh Lài.                                                                                          | Ưng Hoàng Phúc      | Phúc                       | em trai ông Hồng, người yêu cũ bà Lài, bác sĩ chữa hiếm muộn       |
| Tập 13         | Bạn của vợ chồng Vinh Lài về thăm, sau đó tư vấn cho bà Lài cách nhanh nhất để có con. Bảo bà Lài phải đi bơm mông, cùng với đó rủ Lè và Ngân đi pttm. Hóa ra, bạn của bà Lài vì ham lời nên mồi chèo khách cho trung tâm pttm.                                    | Lê Dương Bảo Lâm    | bạn gia đình Vinh Lài      | người dụ dỗ xóm 7 nụ phẫu thuật thẩm mĩ                            |
| Tập 14         | Đêm giao thừa, cả xóm 7 nụ cãi nhau loạn xạ vì ganh nhau đồ cúng. | Nhân vật chủ nhà    | Nhân vật chủ nhà           | Nhân vật chủ nhà                                                   |
| Tập 15         | Gia đình Vinh Lài và gia đình ông Hồng mê tin ở trong nhà 1 thời gian nhất định. Ông Vinh làm rơi điện thoại không thể ra lấy vì mtdđ, có người qua đường nhặt được định mang lên phường thì xảy ra mâu thuẫn.                                                     | Khánh Thy           |                            | người qua đường, con dì Chín, người quen ông Bảy                   |
| Tập 16         | Ông Bảy yêu đương trên mạng rồi bị lừa đảo. | Khánh Thy           | Ny                         | người lừa đảo                                                      |
| Tập 17         | Ông Bảy cho người thuê nhà, có 1 anh tên Tèo đến thuê. Tèo bị bệnh mỗi khi có tiếng ồn sẽ nổi điên. Hóa ra là người quen ông Bảy thuê để diễn khiến gia đình Vinh Lài và ông Hồng ngưng hát hò.                                                                    | Hoàng Phi           | Lí Tèo                     | khách thuê nhà ông Bảy                                             |
| Tập 18         | Chú của ông Vinh (cũng tên Vinh) về nước để đón vợ chồng bà Lài sang bển sống vì hay tin bà Lài có bầu. Nhưng bà Lài chỉ giả vờ có bầu vì bị gia đình chồng thúc giục. Bị chú phát hiện và thử lòng, vợ chông ông Vinh "vượt qua" và vẫn được sống ở khu phố 7 nụ. | Hữu Tín             | chú Vinh                   | Chú ruột giàu có, sống ở nước ngoài của ông Vinh, bạn cũ ông Bảy   |
| Tập 19         | Ông Bảy và xóm 7 nụ hiểu lầm khi ông Bảy tưởng xóm 7 nụ sẽ tổ chức sinh nhật cho mình còn xóm 7 nụ định tổ chức đám tang cho ông Bảy vì tưởng ông Bảy sắp ra đi.                                                                                                   | Nhân vật chủ nhà    | Nhân vật chủ nhà           | Nhân vật chủ nhà                                                   |
| Tập 20         | Có 1 người đạo diễn vào xóm 7 nụ để quay phóng sự. Thì ra đây là một youtuber chuyên tạo drama trên mạng, đã từng lừa đảo ông Vinh, ông Bảy và suýt nữa lừa ông Hồng.                                                                                              | Huy Khánh           | Đạo diễn                   | Kẻ lừa đảo quay clip tạo drama                                     |
| Tập 21         | Giống tập 3 nhưng cái kết không có hậu. | Lý Nhã Kỳ           | Hồng                       | vợ cũ ông Hồng (vì ông Hùng nhớ vợ cũ nên đổi tên thành Hồng) - P2 |

### Mùa 5: Khu biệt thự 7 nụ
| Nhân vật chính | Nhân vật chính  | Nghệ sĩ                 | Nhân vật          | Ghi chú                               |
| -------------- | --------------- | ----------------------- | ----------------- | ------------------------------------- |
| Nhân vật chính | Nhân vật chính  | Trường Giang            | ông Bảy           | Chủ nhà                               |
| Nhân vật chính | Nhân vật chính  | Lâm Vỹ Dạ               | Bà Lisa (Tám Bùm) | Thông gia của ông Bảy                 |
| Nhân vật chính | Nhân vật chính  | Tiến Luật (**)          | Tony (Đực)        | Con trai bà Lisa, bạn trai của Duyên, |
| Nhân vật chính | Nhân vật chính  | Thúy Ngân               | Duyên             | con gái ông Bảy                       |
| Nhân vật chính | Nhân vật chính  | Ninh Dương Lan Ngọc (*) | Jimmy (Mận)       | Cháu của bà Lisa                      |
| Nhân vật chính | Nhân vật chính  | Trương Thế Vinh (*)     | Sang              | Cháu của ông Bảy                      |
| Tập            | Nội dung        | Nghệ sĩ                 | Nhân vật          | Ghi chú                               |
| Tập 1          |                 | Khánh Vân               | Liễu              | Cô gái bán cơm                        |
| Tập 2          |                 | Tiểu Vy                 | Lý Thị Luận       | Luật sư của bà Lisa                   |
| Tập 3          |                 | Quốc Khánh              | Con chủ nhà cũ    | Kẻ lừa đảo                            |
| Tập 5          |                 | Phương Lan              | Bé Nhi            | Bạn cũ của Tony                       |
| Tập 8          |                 | Lê Dương Bảo Lâm        | Lizi              | Đạo diễn                              |
| Tập 8          |                 | Juky San                | Thị Dung          | Ca sĩ                                 |
| Tập 9          |                 | Đạo diễn                |                   |                                       |
| Tập 9          | Trợ lý đạo diễn |                         |                   |                                       |

(*) Vắng tập 10
(**) Vắng tập 12, 13, 14

### Mùa 6: Quán cà phê rất ổn
| Nhân vật chính | Nhân vật chính | Nghệ sĩ             | Nhân vật        | Ghi chú              |
| -------------- | -------------- | ------------------- | --------------- | -------------------- |
| Nhân vật chính | Nhân vật chính | Trương Thế Vinh     | Tùng Lâm        | Chủ quán cafe rất ổn |
| Nhân vật chính | Nhân vật chính | Trường Giang        | Út Hào Hiệp     | Chủ quán cafe rất ổn |
| Nhân vật chính | Nhân vật chính | Tiến Luật           | Song Lang       | Chủ quán cafe rất ổn |
| Nhân vật chính | Nhân vật chính | Ninh Dương Lan Ngọc | Thắm            | Con gái Út Hào Hiệp  |
| Nhân vật chính | Nhân vật chính | Lâm Vỹ Dạ           | Ngọc Điệp       | Người yêu Song Lang  |
| Nhân vật chính | Nhân vật chính | Thuý Ngân           | Thuỳ Dương      | Người yêu Tùng Lâm   |
| Tập            | Nội dung       | Nghệ sĩ             | Nhân vật        | Ghi chú              |
| Tập 1          |                | Hạnh Thảo           | Con gái chủ nhà | Chủ nhà Út Hào Hiệp  |
| Tập 4          |                | Song Luân           | Luân            | Bạn của Thắm         |
| Tập 5          |                | Hà Nhi              | Nhi             | Em gái Song Lang     |
| Tập 8          |                | Lê Khánh            | Cô giáo         | Cô giáo Tùng Lâm     |
| Tập 9          |                | Duy Khánh           | Hùng            | Chủ quán đảo xa      |
| Tập 10         |                | Vũ Quốc Khánh       | Khánh           | Bạn của Thuỳ Dương   |

### Mùa 7: Viện dưỡng lão Hạnh Phúc (tập 1-7)
| Nhân vật chính | Nhân vật chính | Nghệ sĩ             | Nhân vật              | Ghi chú                                       |
| -------------- | -------------- | ------------------- | --------------------- | --------------------------------------------- |
| Nhân vật chính | Nhân vật chính | Trường Giang        | Ông Bảy Xuân          | Người già trong viện dưỡng lão                |
| Nhân vật chính | Nhân vật chính | Lâm Vỹ Dạ           | Bà Thu                | Người già trong viện dưỡng lão                |
| Nhân vật chính | Nhân vật chính | Tiến Luật           | Văn Đông              | Bảo vệ của viện dưỡng lão                     |
| Nhân vật chính | Nhân vật chính | Ninh Dương Lan Ngọc | Jessica Diễm          | Nhân viên điều dưỡng mới của viện dưỡng lão   |
| Nhân vật chính | Nhân vật chính | Trương Thế Vinh (*) | Ông Henry Hạ          | Người già trong viện dưỡng lão                |
| Nhân vật chính | Nhân vật chính | Thúy Ngân (**)      | Tuyết Tất Tần Tật     | Người giao hàng trên mạng cho những người già |
| Tập            | Nội dung       | Nghệ sĩ             | Nhân vật              | Ghi chú                                       |
| Tập 3          |                | Minh Dự             | Ông Út                | Em họ bà con xa của ông Bảy Xuân              |
| Tập 10         |                | Huỳnh Lập           | Ông Huỳnh Lợi đầu bạc | Người yêu của bà Thu                          |

(*) Vắng tập 3, 4
(**) Vắng tập 6, 7